# Швец, Иржи
Иржи Швец (20 ноября 1935, Нетолице — 30 июня 2014) — чехословацкий борец классического стиля, призёр чемпионатов Европы и мира, участник летних Олимпийских игр 1960, 1964 и 1968 годов.

## Биография
На летних Олимпийских играх 1960 года в Риме в трёх первых кругах последовательно победил по очкам борца из Ирана Али Бани Хашеми, греческого спортсмена Михаила Теодоропулоса и представителя Австрии Франца Брюннера. В четвёртом круге его схватка с болгарским борцом Динко Петровым завершилась вничью. После пятой схватки с шведским борцом Эдвином Вестербю, также завершившейся вничью, он набрал 7 штрафных очков и выбыл из дальнейшей борьбы, заняв итоговое 5-е место.
На следующей Олимпиаде 1964 года в Токио чисто выиграл две первые схватки над Чан И Хёном из Южной Корее и борцом из Ирана Сиавашом Шавизаде. В третьем круге Швец потерпел поражение по очкам от Йона Черня, а в следующем круге отборолся вничью с советским спортсменом Владленом Тростянским. В заключительной схватке пятого круга Швец потерпел поражение по очкам от представителя Японии Масамицу Итигути и занял 4-е место.
В 1968 году Мехико в первой схватке чисто победил Хосе Луиса Гарсия из Гватемалы. В следующей схватке с Николасом Лазароу из Греции оба борца были дисквалифицированы. В третьей схватке с представителем Японии Хидэо Фудзимото Швец проиграл по очкам и завершил выступление.